# Dasarakallahalli, Gubbi
Dasarakallahalli là một làng thuộc tehsil Gubbi, huyện Tumkur, bang Karnataka, Ấn Độ.